# Vaudevant
Vaudevant est une commune française, située dans le département de l'Ardèche en région Auvergne-Rhône-Alpes.

## Géographie

### Situation et description
Vaudevant est un village perché dominant la vallée de la Vivance.

### Communes limitrophes
Vaudevant est limitrophe de cinq communes, toutes situées dans le département de l'Ardèche et réparties géographiquement de la manière suivante :

### Climat
Pour des articles plus généraux, voir Climat d'Auvergne-Rhône-Alpes et Climat de l'Ardèche.
En 2010, le climat de la commune est de type climat des marges montargnardes, selon une étude du CNRS s'appuyant sur une série de données couvrant la période 1971-2000. En 2020, Météo-France publie une typologie des climats de la France métropolitaine dans laquelle la commune est exposée à un climat de montagne ou de marges de montagne et est dans la région climatique  Sud-est du Massif Central, caractérisée par une pluviométrie annuelle de 1 000 à 1 500 mm, minimale en été, maximale en automne. 
Pour la période 1971-2000, la température annuelle moyenne est de 10,6 °C, avec une amplitude thermique annuelle de 17,3 °C. Le cumul annuel moyen de précipitations est de 1 022 mm, avec 8,6 jours de précipitations en janvier et 6 jours en juillet. Pour la période 1991-2020, la température moyenne annuelle observée sur la station météorologique de Météo-France la plus proche, « Préaux Sa », sur la commune de Préaux à 6 km à vol d'oiseau, est de 12,0 °C et le cumul annuel moyen de précipitations est de 869,8 mm,. Pour l'avenir, les paramètres climatiques de la commune estimés pour 2050 selon différents scénarios d'émission de gaz à effet de serre sont consultables sur un site dédié publié par Météo-France en novembre 2022.

### Hydrographie
La commune abrite les sources de la Vivance, un affluent de la Daronne.

## Urbanisme

### Typologie
Au 1er janvier 2024, Vaudevant est catégorisée commune rurale à habitat très dispersé, selon la nouvelle grille communale de densité à 7 niveaux définie par l'Insee en 2022.
Elle est située hors unité urbaine et hors attraction des villes,.

### Occupation des sols
L'occupation des sols de la commune, telle qu'elle ressort de la base de données européenne d’occupation biophysique des sols Corine Land Cover (CLC), est marquée par l'importance des forêts et milieux semi-naturels (61,4 % en 2018), une proportion identique à celle de 1990 (61,4 %). La répartition détaillée en 2018 est la suivante : 
forêts (61,4 %), prairies (25,9 %), zones agricoles hétérogènes (12,7 %).
L'évolution de l’occupation des sols de la commune et de ses infrastructures peut être observée sur les différentes représentations cartographiques du territoire : la carte de Cassini (XVIIIe siècle), la carte d'état-major (1820-1866) et les cartes ou photos aériennes de l'IGN pour la période actuelle (1950 à aujourd'hui).

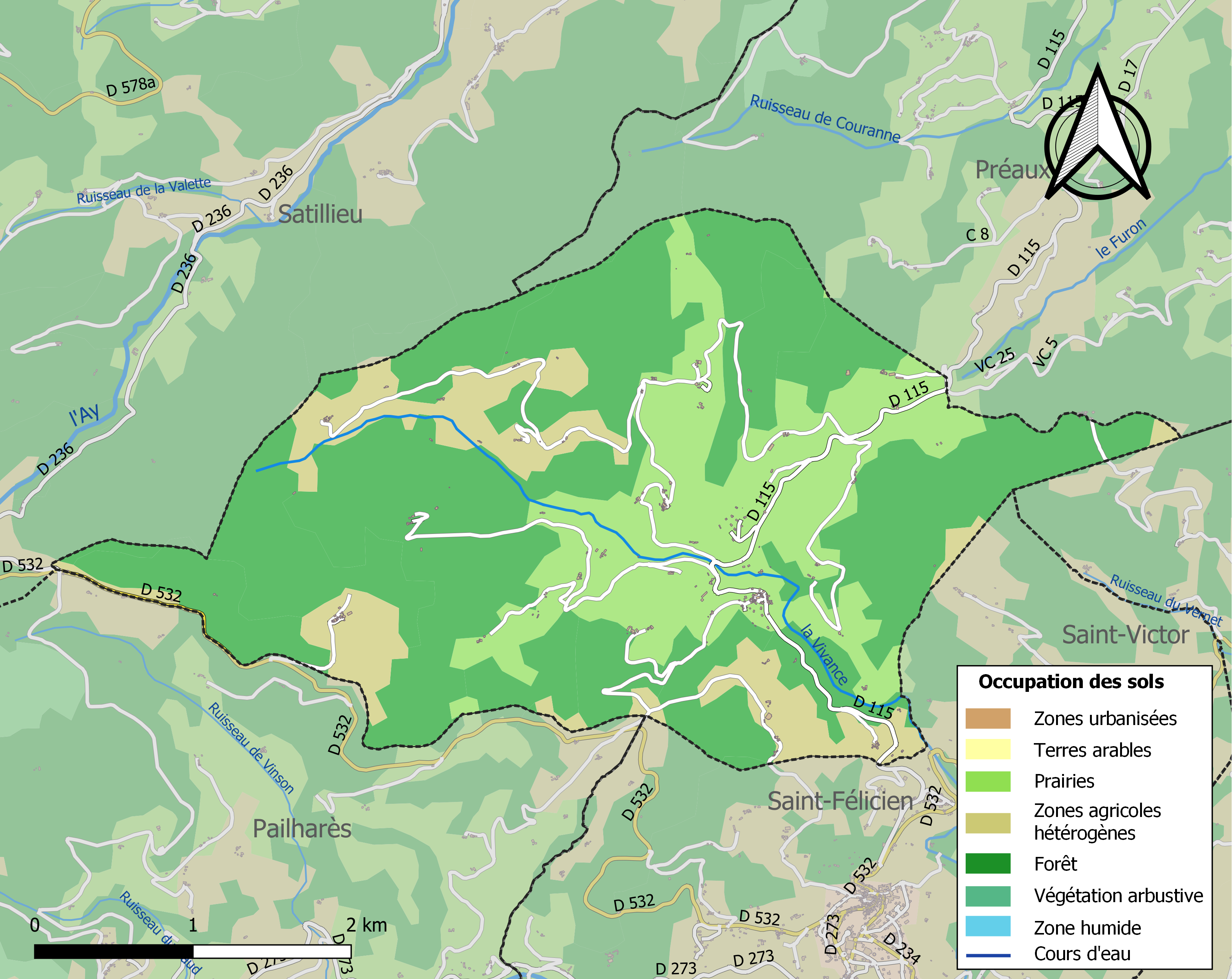
Carte des infrastructures et de l'occupation des sols de la commune en 2018 (CLC).

## Histoire
Village mentionné dès le XIIIe siècle.
Son nom pourrait venir de « val des Avents », les Avents étant un hameau situé un peu au-dessus du centre de la commune.
18 mars 1968 : vers 23 heures, deux appareils de la 5e escadre de chasse basée à Orange se percutent à la verticale de Pailharès et de Vaudevant. Le pilote d'un Fouga-Magister sera tué, et son navigateur, le lieutenant Jacques Ybert, éjecté, sera retrouvé grièvement blessé sur le territoire de la commune d'Étables.

## Politique et administration
| Période                                  | Période                    | Identité          | Étiquette | Qualité                                             |
| ---------------------------------------- | -------------------------- | ----------------- | --------- | --------------------------------------------------- |
| Les données manquantes sont à compléter. |                            |                   |           |                                                     |
| janvier 2010                             | mars 2014                  | Jean-Pol Badouard | SE        | Gérant de société                                   |
| mars 2014                                | 2 février 2017 (démission) | Delphine Gonnard  | SE        |                                                     |
| 2 février 2017                           | En cours                   | Laëtitia Bourjat  | DVD       | Responsable d'entreprise Conseillère départementale |

## Population et société

### Démographie
L'évolution du nombre d'habitants est connue à travers les recensements de la population effectués dans la commune depuis 1793. Pour les communes de moins de 10 000 habitants, une enquête de recensement portant sur toute la population est réalisée tous les cinq ans, les populations de référence des années intermédiaires étant quant à elles estimées par interpolation ou extrapolation. Pour la commune, le premier recensement exhaustif entrant dans le cadre du nouveau dispositif a été réalisé en 2007.

En 2022, la commune comptait 218 habitants, en évolution de +7,39 % par rapport à 2016 (Ardèche : +2,48 %, France hors Mayotte : +2,11 %).
| 1793 | 1800 | 1806 | 1821 | 1831 | 1836 | 1841 | 1846 | 1851 |
| ---- | ---- | ---- | ---- | ---- | ---- | ---- | ---- | ---- |
| 800  | 517  | 761  | 762  | 779  | 818  | 879  | 750  | 750  |

| 1856 | 1861 | 1866 | 1872 | 1876 | 1881 | 1886 | 1891 | 1896 |
| ---- | ---- | ---- | ---- | ---- | ---- | ---- | ---- | ---- |
| 769  | 803  | 813  | 821  | 812  | 802  | 812  | 810  | 771  |

| 1901 | 1906 | 1911 | 1921 | 1926 | 1931 | 1936 | 1946 | 1954 |
| ---- | ---- | ---- | ---- | ---- | ---- | ---- | ---- | ---- |
| 715  | 731  | 669  | 567  | 531  | 489  | 432  | 397  | 342  |

| 1962 | 1968 | 1975 | 1982 | 1990 | 1999 | 2006 | 2007 | 2012 |
| ---- | ---- | ---- | ---- | ---- | ---- | ---- | ---- | ---- |
| 318  | 254  | 202  | 198  | 216  | 197  | 209  | 211  | 197  |

| 2017 | 2022 | - | - | - | - | - | - | - |
| ---- | ---- | - | - | - | - | - | - | - |
| 205  | 218  | - | - | - | - | - | - | - |

### Enseignement
La commune est rattachée à l'académie de Grenoble.

### Médias
Deux organes de presse écrite de niveau régional sont distribués dans la commune :
- L'Hebdo de l'Ardèche

Il s'agit d'un journal hebdomadaire français basé à Valence et diffusé à Privas depuis 1999. Il couvre l'actualité pour tout le département de l'Ardèche.
- Le Dauphiné libéré

Il s'agit d'un journal quotidien de la presse écrite française régionale distribué dans la plupart des départements de l'ancienne région Rhône-Alpes, notamment l'Ardèche. La commune est située dans la zone d'édition du Centre-Ardèche (Annonay - Le Cheylard).

## Culture locale et patrimoine

### Lieux et monuments
- L'église paroissiale :

L'église paroissiale située au village est dédiée à Notre-Dame de l'Assomption. Elle est un lieu de culte de la paroisse catholique Saint-François Régis (Ay-Daronne).

### Personnalités liées à la commune
Marie Mourier (1922-2011), a grandi à la ferme de La Roue sur le territoire communal, auteur de poèmes, récits, et chansons en occitan, sa langue maternelle,.

### Héraldique
|  | Vaudevant possède des armoiries dont l'origine et le blasonnement exact ne sont pas disponibles. |